# 奧克森希爾 (馬里蘭州)
奧克森希爾（英語：Oxon Hill）是位於美國馬里蘭州佐治王子縣的一個普查規定居民點。

## 人口
根據2020年美國人口普查的數據，奧克森希爾的面積為16.70平方千米，當中陸地面積為16.68平方千米，而水域面積為0.02平方千米。當地共有人口18791人，而人口密度為每平方千米1,125.21人。